# Promozione Umbria 1982-1983
Nella stagione 1982-1983 la Promozione era il sesto livello del calcio italiano ed il primo a livello regionale.
Il campionato era strutturato in vari gironi all'italiana su base regionale, gestiti dai Comitati Regionali di competenza. Promozioni alla categoria superiore e retrocessioni in quella inferiore non erano sempre omogenee; erano quantificate all'inizio del campionato dal Comitato Regionale secondo le direttive stabilite dalla Lega Nazionale Dilettanti, ma flessibili in relazione al numero delle società umbre retrocesse dal Campionato Interregionale, per quanto riguarda la zona retrocessione .
Qui vi sono le statistiche relative al campionato in Umbria.

## Squadre partecipanti
| Squadra            | Città (provincia)                  | Stagione 1981-1982                                                   |
| ------------------ | ---------------------------------- | -------------------------------------------------------------------- |
| Bevagna            | Bevagna (PG)                       | 1° in Prima Categoria Umbria/B, promosso                             |
| Città di Castello  | Città di Castello (PG)             | 16º nel Campionato Interregionale/F, retrocesso                      |
| Deruta             | Deruta (PG)                        | 1° in Prima Categoria Umbria/A, promosso                             |
| Grifo Cannara      | Cannara (PG)                       | 7° in Promozione Umbria                                              |
| Gualdo             | Gualdo Tadino (PG)                 | 4° in Promozione Umbria                                              |
| Julia Spello       | Spello (PG)                        | 8° in Promozione Umbria                                              |
| Magione            | Magione (PG)                       | 5° in Promozione Umbria                                              |
| Mar.Col.           | Marcellano di Gualdo Cattaneo (PG) | 13° in Promozione Umbria                                             |
| Narnese            | Narni (TR)                         | 11° in Promozione Umbria                                             |
| Nestor             | Marsciano (PG)                     | 2° in Prima Categoria Umbria/A, promossa dopo spareggio inter-girone |
| Nuova Tiferno      | Città di Castello (PG)             | 10° in Promozione Umbria                                             |
| Orvietana          | Orvieto (TR)                       | 3° in Promozione Umbria                                              |
| Spoleto            | Spoleto (PG)                       | 9° in Promozione Umbria                                              |
| Tavernelle         | Tavernelle di Panicale (PG)        | 12° in Promozione Umbria                                             |
| Tiberis            | Umbertide (PG)                     | 2° in Promozione Umbria                                              |
| U.D.A. Sport Narni | Narni (TR)                         | 6° in Promozione Umbria                                              |

## Classifica finale
|  | Pos. | Squadra            | Pt | G  | V  | N  | P  | GF | GS | DR  |
|  | ---- | ------------------ | -- | -- | -- | -- | -- | -- | -- | --- |
|  | 1.   | Città di Castello  | 46 | 30 | 19 | 8  | 3  | 44 | 15 | +29 |
|  | 2.   | Tiberis            | 45 | 30 | 18 | 9  | 3  | 60 | 23 | +37 |
|  | 3.   | Grifo Cannara      | 37 | 30 | 14 | 9  | 7  | 32 | 23 | +9  |
|  | 4.   | Spoleto            | 35 | 30 | 13 | 9  | 8  | 40 | 27 | +13 |
|  | 5.   | Tavernelle         | 34 | 30 | 13 | 8  | 9  | 38 | 31 | +7  |
|  | 6.   | Julia Spello       | 31 | 30 | 11 | 9  | 10 | 28 | 29 | -1  |
|  | 7.   | U.D.A. Sport Narni | 31 | 30 | 12 | 7  | 11 | 39 | 43 | -4  |
|  | 8.   | Mar.Col.           | 30 | 30 | 8  | 14 | 8  | 32 | 32 | 0   |
|  | 9.   | Magione            | 28 | 30 | 8  | 12 | 10 | 26 | 26 | 0   |
|  | 10.  | Narnese            | 27 | 30 | 9  | 9  | 12 | 25 | 27 | -2  |
|  | 11.  | Orvietana          | 27 | 30 | 9  | 9  | 12 | 34 | 38 | -4  |
|  | 12.  | Bevagna            | 27 | 30 | 7  | 13 | 10 | 22 | 28 | -6  |
|  | 13.  | Deruta             | 26 | 30 | 6  | 14 | 10 | 30 | 32 | -2  |
|  | 14.  | Gualdo             | 21 | 30 | 5  | 11 | 14 | 19 | 45 | -26 |
|  | 15.  | Nestor             | 20 | 30 | 6  | 8  | 16 | 19 | 49 | -30 |
|  | 16.  | Nuova Tiferno      | 14 | 30 | 2  | 10 | 18 | 17 | 36 | -19 |

Legenda:

      Promossa nel Campionato Interregionale 1983-1984.
      Retrocessa in Prima Categoria Umbria 1983-1984.
Note:

Due punti a vittoria, uno a pareggio, zero a sconfitta.